# Живочице
Живочѝце (на полски: Żywocice) е село в Южна Полша, Ополско войводство, Крапковишки окръг, община Крапковице. Според Полската статистическа служба към 31 декември 2009 г. селото има 1233 жители.

## География

### Местоположение
Селото се намира в географския макрорегион Силезка равнина, който е част от Централноевропейската равнина. Разположено е над река Особлога, край републикански път  и , на 1 km южно от общинския център град Крапковице.

## История
В книгата на латински Liber fundationis episcopatus Vratislaviensis, написана по времето на епископ Хенрик от Вежбно в годините 1295 – 1305, селото се споменава в латинизираната формата Ziboczicz. По време на националсоциализма в годините 1934 – 1945 името на селото е променено изцяло на немски – Oderwiese.

## Инфраструктура
Селото е електрифицирано, има телефон и канализация. В Живочице се намират пожарна команда, библиотека, функцинира футболен отбор. Разполага с основно училище, в което учат 107 ученика (към 2012 г.). В 2002 г. от общо 320 обитавани жилища снабдени с топла вода са 283, с газ – 233, със самостоятелен санитарен възел – 302; 4 жилища имат площ от 30 до 39 m², 12 жилища – от 40 до 49 m², 30 жилища – от 50 до 59 m², 41 жилища – от 60 до 79 m², 65 жилища – от 80 до 99 m², 70 жилища – от 100 до 119 m², 98 жилища – над 119 m².

## Култура и образование
- Библиотека
- Основно училище Ян Павел II

## Спорт
- Футболен отбор ЛЗС Живочице